# Rareș Ispas
Rareș Sebastian Ispas (Cluj-Napoca, 26 agosto 2000) è un calciatore rumeno, difensore dell'FC Politehnica Iași.

## Carriera

### Club
Cresciuto nel settore giovanile del CFR Cluj, dopo una serie di prestiti a CSM Reșița e Comuna Recea, nel 2021 viene ceduto con la stessa formula allo Sepsi; il 16 luglio 2021 ha esordito in Liga I, disputando l'incontro vinto per 2-0 contro l'Acad. Clinceni. Al termine della stagione viene acquistato a titolo definitivo.

### Nazionale
Ha giocato nelle nazionali giovanili rumene Under-19 ed Under-21.

## Statistiche

### Presenze e reti nei club
Statistiche aggiornate al 29 novembre 2022.
| Stagione        | Squadra         | Campionato      | Campionato | Campionato | Coppe nazionali | Coppe nazionali | Coppe nazionali | Coppe continentali | Coppe continentali | Coppe continentali | Altre coppe | Altre coppe | Altre coppe | Totale | Totale |
| Stagione        | Squadra         | Comp            | Pres       | Reti       | Comp            | Pres            | Reti            | Comp               | Pres               | Reti               | Comp        | Pres        | Reti        | Pres   | Reti   |
| --------------- | --------------- | --------------- | ---------- | ---------- | --------------- | --------------- | --------------- | ------------------ | ------------------ | ------------------ | ----------- | ----------- | ----------- | ------ | ------ |
| gen.-giu. 2020  | CSM Reșița      | L2              | 2          | 0          | CR              | -               | -               |                    | -                  | -                  |             | -           | -           | 2      | 0      |
| 2020-2021       | Comuna Recea    | L2              | 18+8       | 0          | CR              | 0               | 0               |                    | -                  | -                  |             | -           | -           | 26     | 0      |
| 2021-2022       | Sepsi           | L1              | 21+5       | 0          | CR              | 3               | 0               | UECL               | 0                  | 0                  |             | -           | -           | 29     | 0      |
| 2022-2023       | Sepsi           | L1              | 9          | 0          | CR              | 2               | 0               | UECL               | 4                  | 0                  | SR          | 0           | 0           | 15     | 0      |
| Totale Sepsi    | Totale Sepsi    | Totale Sepsi    | 30+5       | 0          |                 | 5               | 0               |                    | 4                  | 0                  |             | 0           | 0           | 44     | 0      |
| Totale carriera | Totale carriera | Totale carriera | 63         | 0          |                 | 5               | 0               |                    | 4                  | 0                  |             | 0           | 0           | 72     | 0      |

## Palmarès

### Club

#### Competizioni nazionali
- Coppa di Romania: 2

Sepsi: 2021-2022, 2022-2023
- Supercoppa di Romania: 1

Sepsi: 2022